# Musée des Beaux-Arts Kubosō
Le Musée des Beaux-Arts Kubosō (和泉市久保惣記念美術館, Izumi-shi Kubosō Kinen Bijutsukan) est situé à Izumi, dans la Préfecture d'Osaka, au Japon; il a ouvert en 1982. Une nouvelle aile a été ajoutée en 1997. 

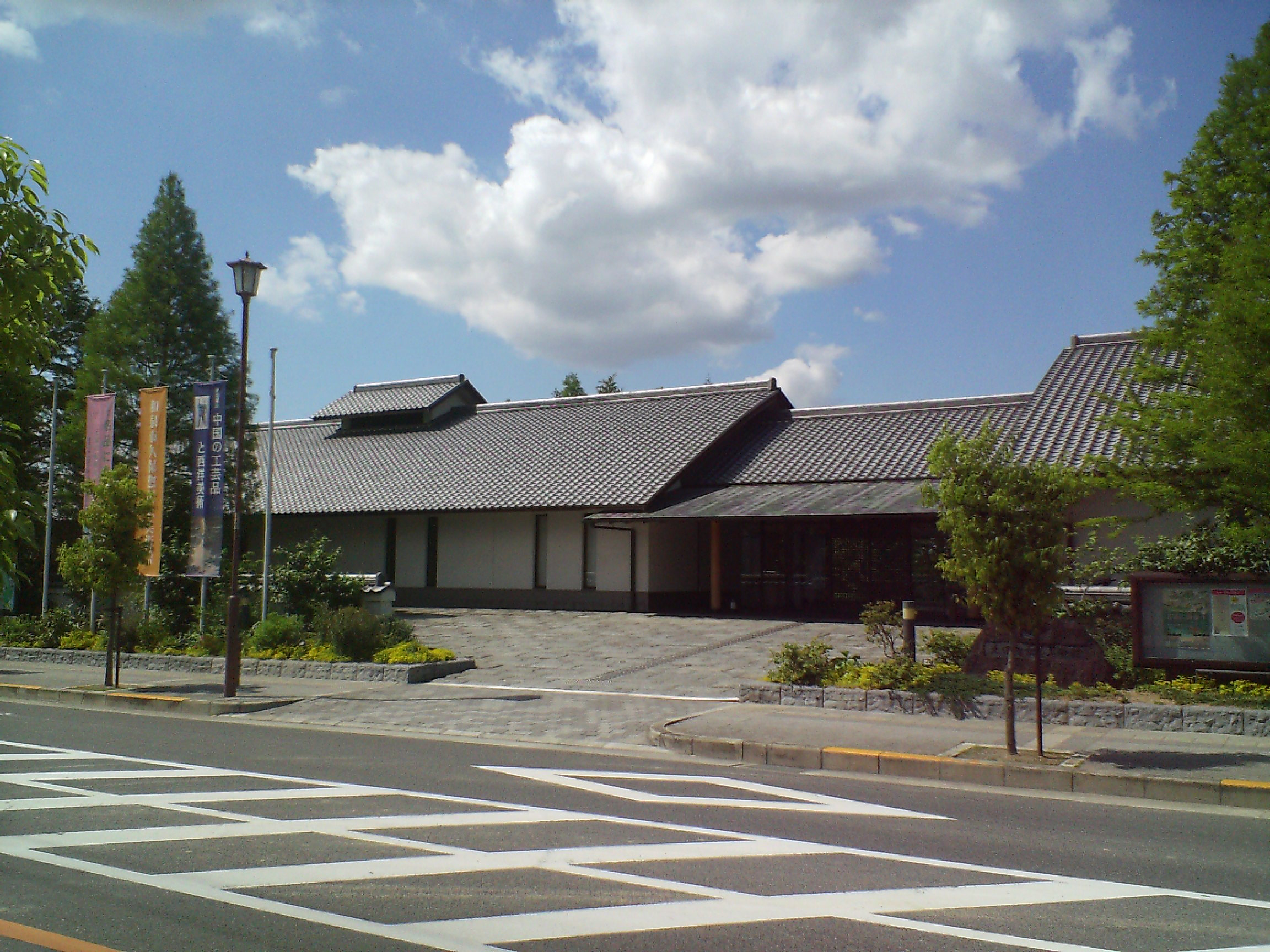
Bâtiments du Musée des Beaux-Arts Kubosō

La famille Kubo, les fondateurs des entreprises textiles Kubosō et d'autres affaires dans le coton, a fait don à la ville du terrain, des bâtiments, des collections et de fonds pour la gestion du Musée. La collection, de plus de onze mille objets, comprend deux Trésors Nationaux (le rouleau Kasen Uta-awase et le vase en céladon de la Dynastie Song avec des anses phœnix connu sous le nom Bansei) et vingt-neuf biens culturels importants,,,.

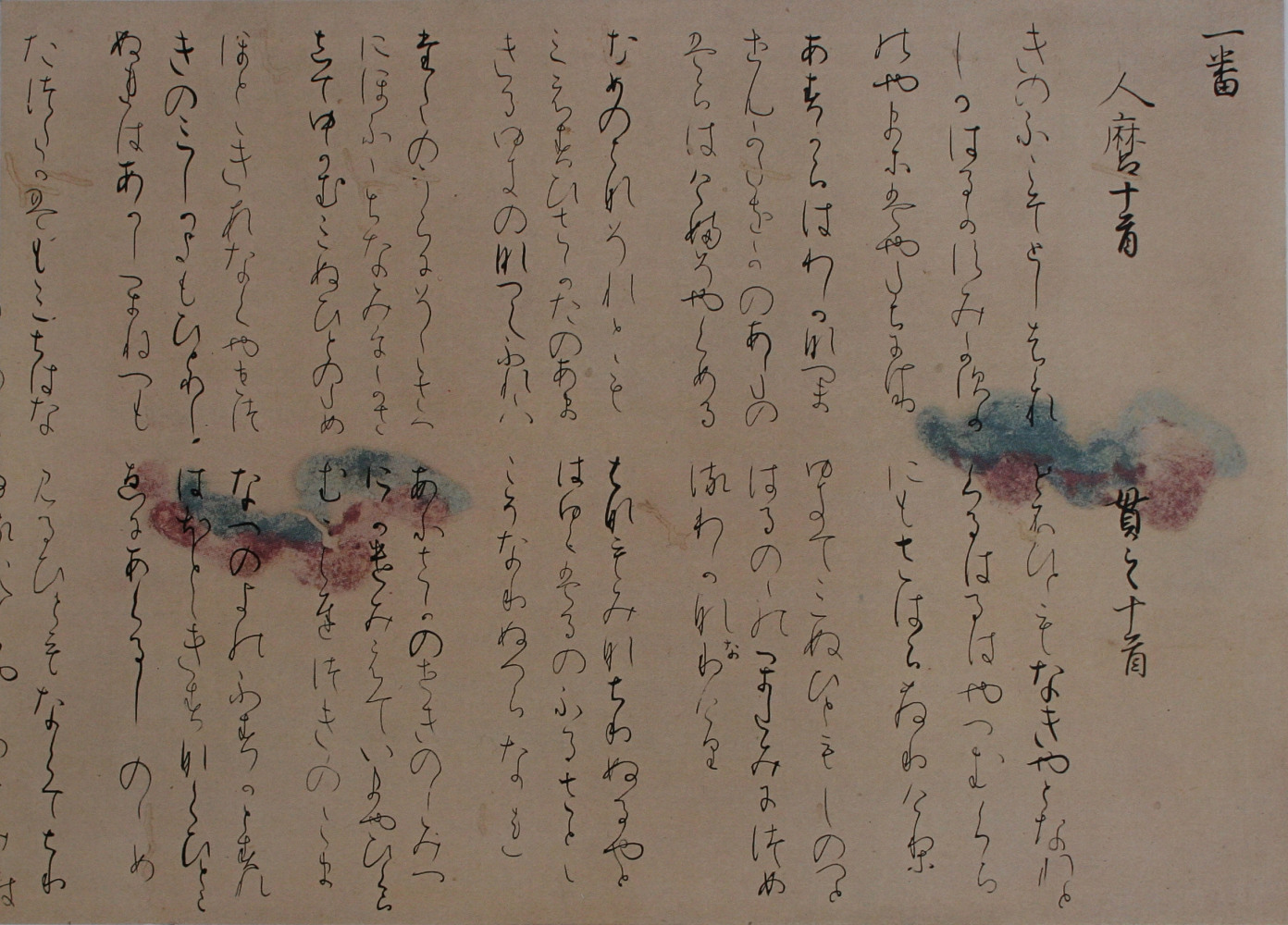
Kasen uta-awase (Musée des Beaux-Arts Kubosō)

Le musée possède aussi des peintures occidentales (par exemple, une version des Nymphéas de Claude Monet).

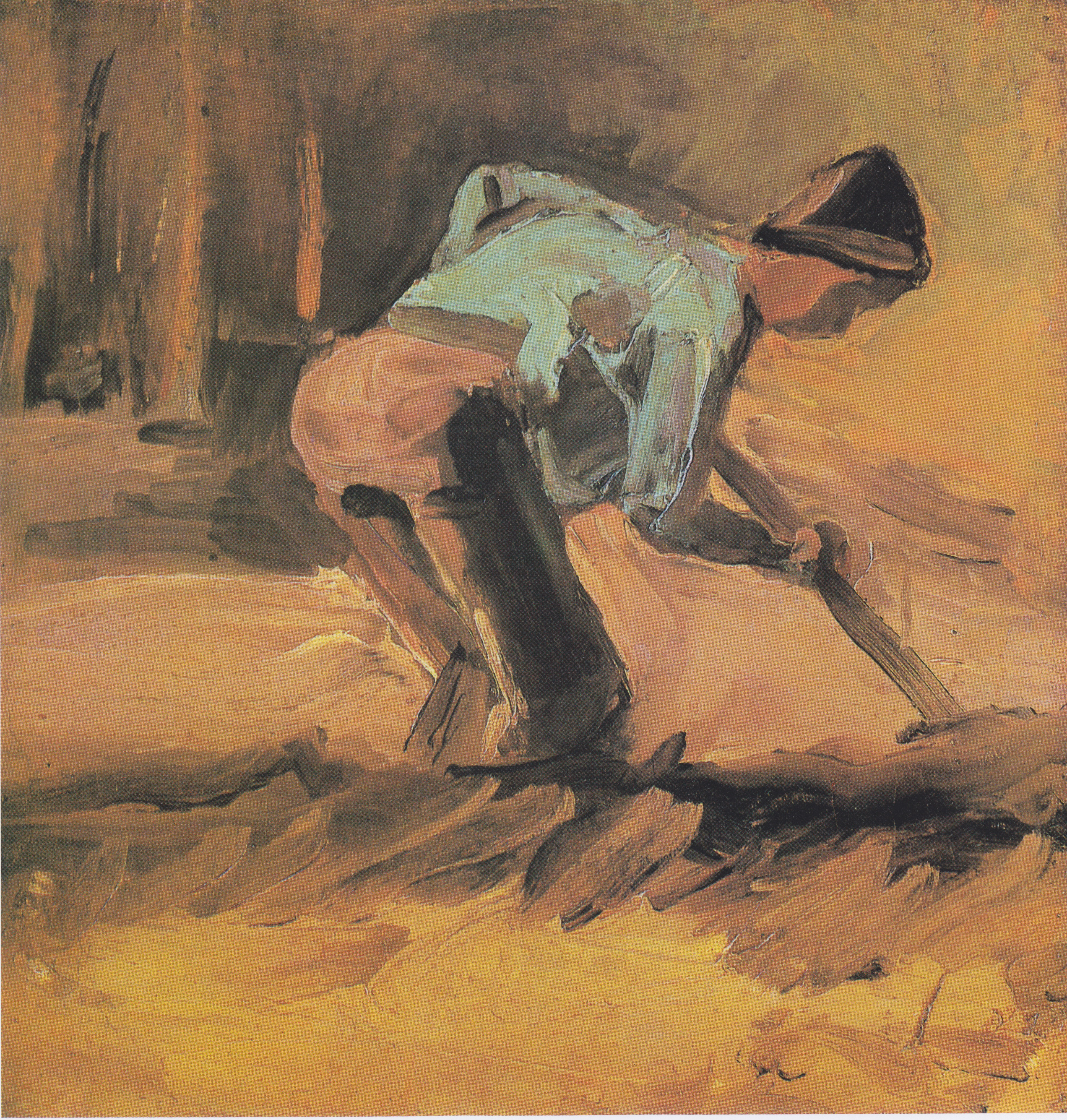
Van Gogh, Paysan (1882)